# Suseł dauryjski
Suseł dauryjski (Spermophilus dauricus) – gryzoń z rodziny wiewiórkowatych, zamieszkujący tereny Azji od Kraju Zabajkalskiego (Rosja), po północno-wschodnie Chiny i wschodnie części Mongolii.

## Budowa ciała
Suseł dauryjski jest małym gryzoniem średniej wielkości – ciało osiąga 165 do 268 mm długości, a ogon – około jednej piątej tej długości. Masa ciała osiąga od 165 do 265 g. Ciało pokryte krótkim, płowym lub szaro-rdzawym futerkiem, a końcówka ogona jasnożółtym.

## Rozmieszczenie geograficzne
Suseł dauryjski występuje w małych populacjach zamieszkujących suche stepy i pustynie Azji – w Kraju Zabajkalskim (Rosja), w północno-wschodnich Chinach i we wschodniej części Mongolii. Zachodni zakres występowania gatunku w Mongolii nie jest znany, bowiem odnotowano obecność  pojedynczego osobnika w odległości 300 km na zachód od głównej mongolskiej lokalizacji.